# Adolphe Adam
Adolphe Charles Adam (París, 24 de julio de 1803 - París, 3 de mayo de 1856), conocido como Adolphe Adam, fue un compositor francés.

## Biografía
Nació en un ambiente musical. Fue su padre, el reconocido pianista, compositor y profesor del Conservatorio de París, Louis Adam (1758-1848), quien le introdujo en el mundo de la música y la composición. Adam fue amigo de Héctor Berlioz, quien lo apodaba “le faiseur de contredanses”. Fue alumno de François-Adrien Boïeldieu sin destacarse lo suficiente.

### Infancia y juventud
Cuando era un niño se mostraba reacio al estudio del solfeo, y prefería la improvisación con su propia música. También se mostraba reacio al latín o a la gramática.
Ingresó en la orquesta del Théâtre du Gymnase con el objetivo de ver de cerca a los cantantes, a los bailarines, a la orquesta, las partituras, así como las reacciones del público. Comenzó tocando el triángulo, luego fue nombrado percusionista (timbalero) y en 1822, al fallecer el titular, se convirtió en maestro de coro y fue el timbalero titular.
A los 20 años, componía canciones para vaudevilles parisinos, y desplegó la misma estrategia que en el Gymnase: para hacerse conocer, componía gratuitamente para los autores de vaudevilles parisinos.
En 1821 ingresó en el Conservatorio de París.

### Vida adulta
Su trayectoria de éxito comenzó con Pierre et Catherine (1829, Ópera), se destacó entre su producción el ballet Giselle (1841), y la ópera Si j’étais roi (1852, Théâtre-Lyrique).
El editor Pleyel le ofreció tres mil francos por la partitura de Pierre et Catherine, asegurando así a un compositor que en los siguientes meses se mostraría fecundo con obras con Isature, Danilowa, Henry V y Raphaël que fueron aceptadas con éxito por el público.
En 1825 ayudó a su maestro François-Adrien Boïeldieu a preparar su ópera La Dame blanche, la cual también transcribió para piano.
Con este dinero, Adam viajó por Alemania, Holanda, Bélgica, y Suiza. En Ginebra, conoció al libretista Eugène Scribe, con quien colaboraría en muchas óperas durante los subsiguientes 30 años. Ejemplo de esta colaboración, es la música para un libreto de Scribe de una ópera en un acto, La Bateliêre de Brientz, que se estrenó con gran éxito en 1827.
Se casó con Sarah Lescot, una corista de vaudeville.

### Éxito profesional
En el 1830 se estrenó su primer ballet, La Chatte blanche escrito en colaboración con Casmir Gide, y su primera ópera de tres actos Danilowa (1830), cuyas representaciones se vieron interrumpidas por la Revolución.
El clima político francés resultaba poco propicio para la actividad teatral por lo que Adam decide marchar a Inglaterra, en donde representó en el Teatro Francés de Londres y en el Covent Garden.
En 1832 estrena His first campaign y pone música a la obra maestra de Lady Blessington, The Eolian Harp. En 1833 estrena en el King’s Theatre su primer ballet compuesto en solitario, Faust, del que es coreógrafo André Deshayes.
En 1836 realiza su primer trabajo para la Ópera de París, que fue la música del ballet La Fille du Danube. En octubre de 1836, se estrenó en la Opéra Comique, Le Postillon de Lonjumeau, con libreto de Brunswick y Leuven.
En 1847, con su propio dinero y con préstamos, abrió el Teatro Nacional de París. Pero, a causa de la Revolución, tuvo que ser cerrado al año siguiente. Quedó prácticamente arruinado y tuvo que dedicarse al periodismo para poderse ganarse la vida.
Adam llegó a componer 40 óperas y 14 ballets. También cantatas, himnos, misas, coros, piezas para piano, pantomimas, marchas militares y obras teatrales.
Desde 1849 hasta su muerte fue profesor de composición del Conservatorio de París.
Su cántico navideño titulado "Cantique de Noël", traducido al inglés como " O Holy Night ", es conocido mundialmente.
La obertura de la ópera Si j’étais roi, forma parte del repertorio internacional, y es uno de sus cantos navideños, “Minuit chrétiens”, que aún mantiene su vigencia en Francia.
En el Constitutionnel del 4 de enero de 1855, Adam escribió: “no tengo más ambición, en mi música de teatro, que hacerla clara, fácil de comprender y divertida para el público. No puedo hacer otra cosa que pequeña música, es un hecho. Me contento entonces con hacer lo que puedo, lo que sé, y espero que el público se canse de mí para dejar de escribir.”

### Muerte
Adam está enterrado en el cementerio de Montmartre, en París.

## Principales obras

### Ballets
La Chatte blanche (1830)
Faust (1833)
La Fille du Danube (1836)
Les Mohicans (1837)
L'Écumeur des mers (1840)
Les Hamadryades (1840)
Giselle (1841)
La jolie Fille de Gand (1842)
Le Diable à quatre (1843)
La Fille de marbre (1845)
Griseldis ou Les Cinq Sens (1848)
Le Filleule des fées (1849)
Orfa (1852)
Le Corsaire (1856)

### Óperas
L'Oncle d'Amérique (1826)
Le Mal du pays ou La Bâtelière de Brientz (1827)
Le Jeune Propriétaire et le vieux fermier (1829)
Pierre et Cathérine (1829)
Danilowa (1830)
Les Trois Catherine (1830)
Trois Jours en une heure (1830)
Joséphine ou Le Retour de Wagram (1830)
Le Morceau d'ensemble (1831)
Le Grand Prix ou Le Voyage à frais communs (1831)
Casimir ou Le Premier Tête-à-tête (1831)
His First Campaign (1832)
The Dark Diamond (1832)
Le Proscrit ou Le Tribunal (1833)
Une Bonne Fortune (1834)
Le Chalet (1834)
La Marquise (1835)
Micheline ou L'Heure de l'esprit (1835)
Le Postillon de Lonjumeau (1836)
Le Fidèle Berger (1838)
Le Brasseur de Preston (1838)
Régine ou Les Deux Nuits (1839)
La Reine d'un jour (1839)
La Rose de Péronne (1840)
Die Hamadryaden (ópera-ballet estrenada en Berlín, 1840)
La Main de fer ou Un mariage secret (1841)
Le Roi d'Yvetôt (1842)
Lambert Simnel (1843)
Cagliostro (1844)
Richard en Palestine (1844)
La Bouquetière (1847)
Les Premiers Pas ou Les Deux Génies ou Les Mémoires de la blanchisseuse (1847)
Le Toréador ou L'Accord parfait (1849)
Le Fanal (1849)
Giralda ou La Nouvelle Psyché (1850)
Le Farfadet (1852)
La Poupée de Nuremberg (1852)
Si j'étais roi (1852)
Le Sourd ou L'Auberge pleine (1853)
Le Roi des halles (1853)
Le Bijou perdu (1853)
Le Muletier de Tolède (1854)
À Clichy, épisode de la vie d'un artiste (1854)
Le Houzard de Berchini (1855)
Mam'zelle Geneviève (1856)
Falstaff (1856)
Les Pantins de Violette (opereta, 1856)